# Heinz Stockinger
Heinz Stockinger (* 1947 in Taufkirchen an der Pram) ist ein Salzburger Aktivist der Anti-Atomkraft-Bewegung in Österreich. Er ist Vorsitzender der Elfi Gmachl Stiftung Atomfreie Zukunft.

## Leben
Heinz Stockinger maturierte am Bundesgymnasium und Bundesrealgymnasium Braunau am Inn und studierte von 1967 bis 1973 Englisch und Französisch an der Universität Salzburg (Grad Mag. phil.). Seit 1975 war er Bundeslehrer (Prof.Mag.) im Hochschuldienst für französische Sprachausbildung und Frankreichkunde an der Universität Salzburg.

## Kernkraftgegner
1977 demonstrierte Stockinger gegen das Kernkraftwerk Zwentendorf und trat dem Salzburger Komitee der Initiative Österreichischer AKW-Gegner (IÖAG) bei. 1986 war er Gründungsmitglied, später Obmann der Plattform gegen die Wiederaufarbeitungsanlage Wackersdorf. Stockinger fordert eine Reform des Euratom-Vertrages und eine Anpassung des Atomhaftungsgesetzes an reale Risiken.
2018 berichtete der ORF unter dem Titel „40 Jahre politischer Kampf gegen den Atomtod“ über Stockingers Rolle als früher Aktivist.

## Auszeichnungen
- 1987 Umweltpreis des Landes Salzburg für den Aufbau eines Altalu-Sammelsystems und den Widerstand gegen die Atomenergie[9]
- 1991 Konrad-Lorenz-Preis für Umweltschutz (zusammen mit Hannes Augustin vom Salzburger Naturschutzbund)[9]
- 2007 Salzburger Stadtsiegel in Silber – überreicht durch Bürgermeister Heinz Schaden[9]
- 2011 Verleihung des Nuclear-Free Future Award[10][11]
- 2017 Österreichischer Solarpreis 2017 – Sonderpreis für besonderes persönliches Engagement für Erneuerbare Energien[12]
- 2020 Umwelt-Verdienstzeichen in der Kategorie Umweltschutz und Klima[13][14]

## Publikationen
- mit John M. Van Dyke: Updating International Nuclear Law. 2007, ISBN 978-3-7083-0449-6.
- Atompolitik im Salzburger Landtag – von Zwentendorf bis heute. In: Robert Kriechbaumer, Richard Voithofer (Hrsg.): Politik im Wandel.[15] Wien 2018, S. 765–780, ISBN 978-3-205-20776-4.
- mit Uli Otto u. a.: Salzburger Anti-WAA-Bewegung (PDF; 19 MB) auf Kultur gegen die WAA
- EURATOM – Eingebildete Gefahr? in: Günther Witzany (Hrsg.): Verraten und verkauft. Das EG-Lesebuch., Unipress Verlag, Salzburg 1993
- Atompolitik nach EU-Beitritt. in: Günther Witzany (Hrsg.): Zukunft Österreich EU-Anschluss und die Folgen. Unipress Verlag, Salzburg 1998, S. 227–242, ISBN 978-3-85419-108-7